# Peter August von Sachsen-Coburg und Gotha

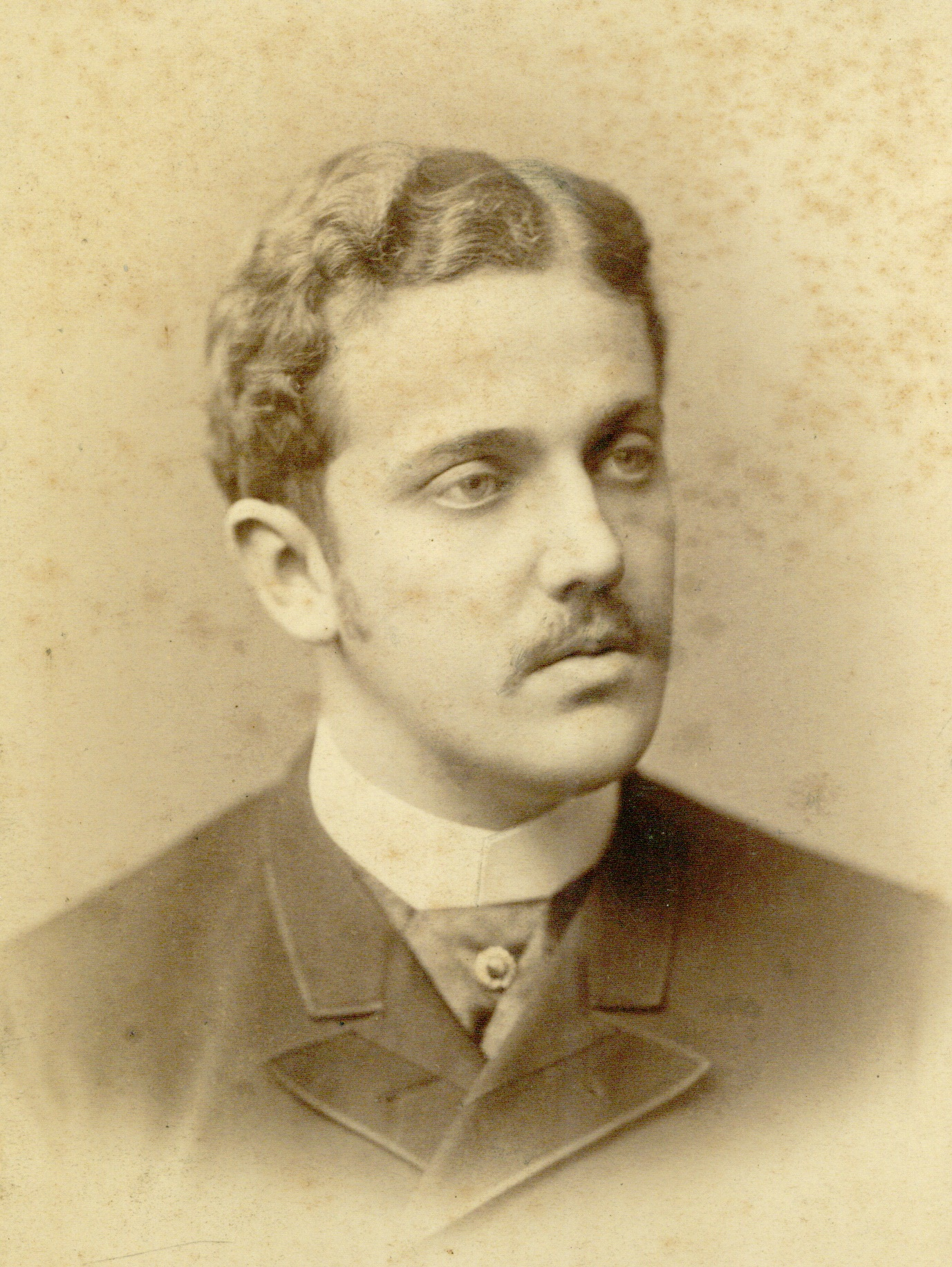
Prinz Peter von Sachsen-Coburg

Peter August Ludwig Maria Michael Gabriel Raphael Gonzaga von Sachsen-Coburg und Gotha und Bragança (* 19. März 1866 in Rio de Janeiro; † 6. Juli 1934 in Tulln an der Donau) war ein Prinz von Sachsen-Coburg und Gotha aus der katholischen Seitenlinie Koháry sowie kaiserlich brasilianischer Thronfolger.

## Leben

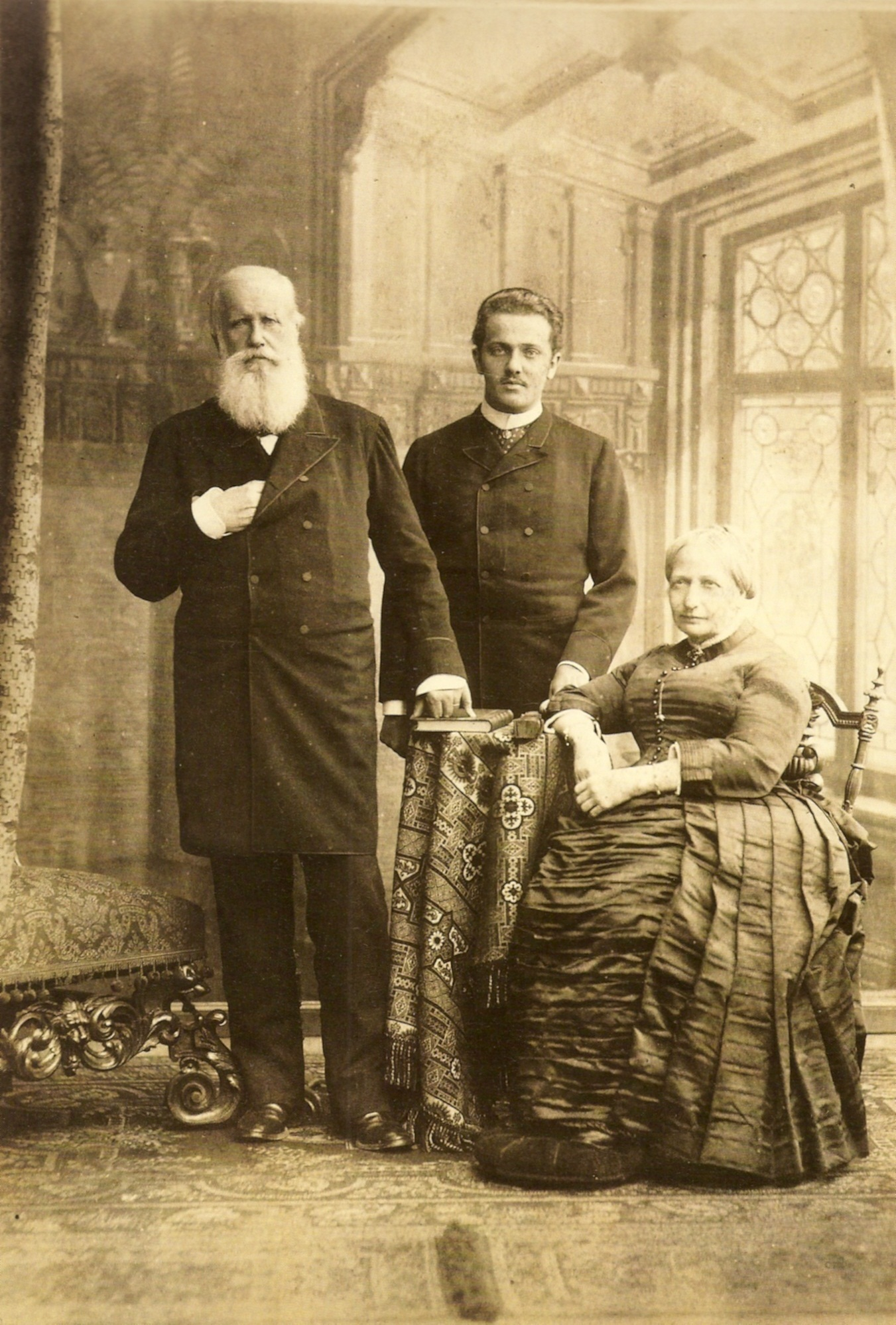
Prinz Peter August, Kaiser Peter II. von Brasilien und Kaiserin Teresa Cristina von Brasil (1887)

Peter war der älteste Sohn des Prinzen August (1845–1907) aus dessen Ehe mit der brasilianischen Infantin Leopoldina, zweiter Tochter des Kaisers Peter II. Der Prinz galt als Lieblingsenkel Kaiser Peters und wurde gemeinsam mit seinem jüngeren Bruder August Leopold in Brasilien erzogen.
Bis 1876, dem Jahr der Geburt des ältesten Sohnes von Kronprinzessin Isabella, war Peter Thronfolger im brasilianischen Kaiserreich. Während des Militärputsches 1889 und des Sturzes der Monarchie war für kurze Zeit die Regentschaft Prinz Peters im Gespräch.
Während der Flucht der kaiserlichen Familie aus Brasilien an Bord des Kreuzers Paranahyba, zeigten sich bei Peter Symptome einer psychiatrischen Erkrankung. Er musste in seiner Kabine isoliert werden, da er im Verfolgungswahn versuchte, den Kapitän des Schiffes zu ermorden. In Europa brach die Krankheit vollständig aus. Nach einem Selbstmordversuch lebte er in geistiger Umnachtung bis zu seinem Tod vornehmlich in Tulln. Einer seiner Behandler war Sigmund Freud. Peter starb in einem Wiener Sanatorium und wurde in der so genannten Koháry-Gruft der Kirche St. Augustin in Coburg bestattet.